# Alexander Kaas Elias

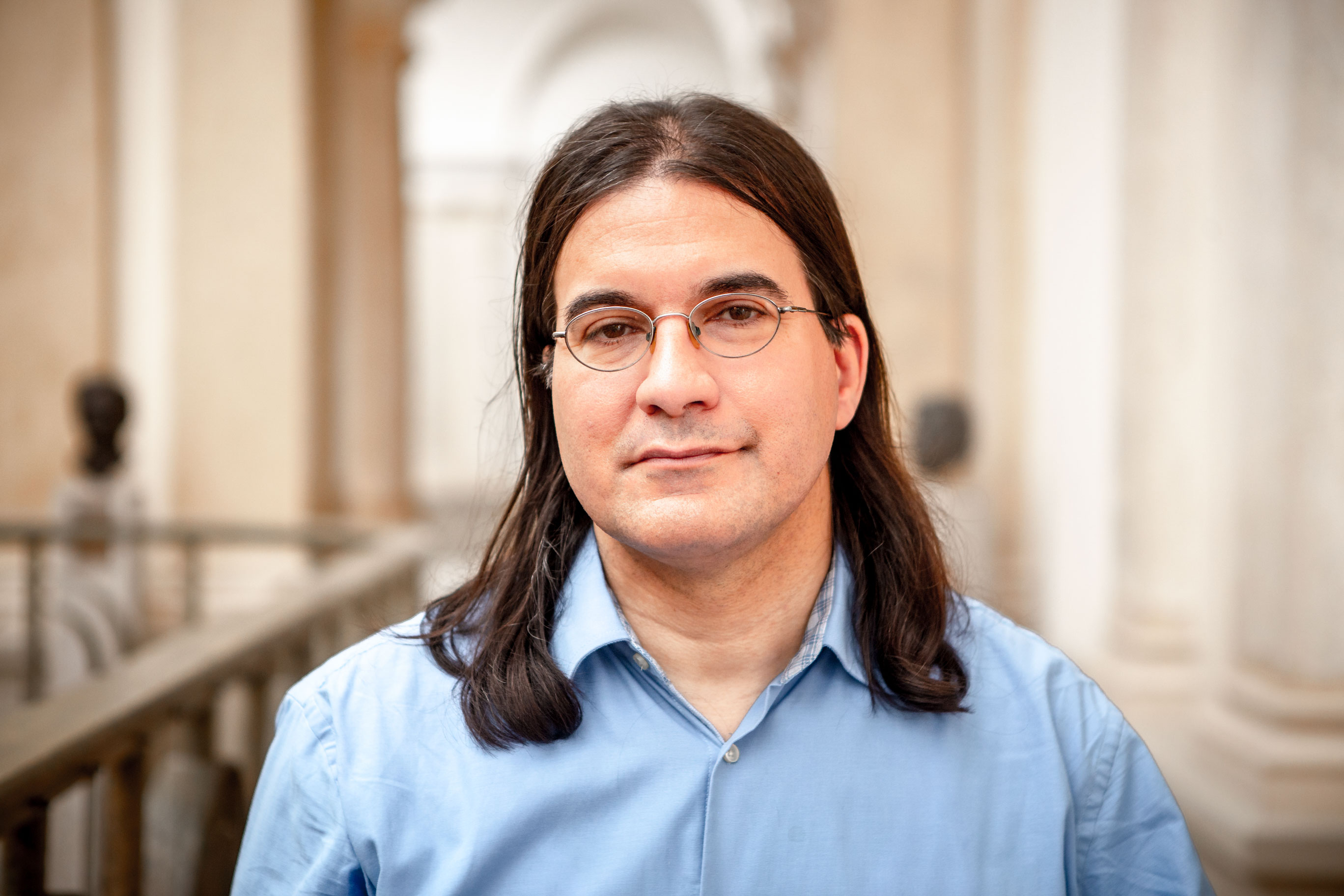
Alexander Kaas Elias (2021)

Alexander Kaas Elias (* 3. September 1973 in Berlin) ist ein deutscher Historiker, Politikwissenschaftler und Politiker (Bündnis 90/Die Grünen). Von 2021 bis 2023 war er Mitglied des Abgeordnetenhauses von Berlin.

## Leben

### Ausbildung und Beruf
Alexander Kaas Elias wurde am 3. September 1973 in Berlin-Charlottenburg geboren. Nach seinem Abitur studierte Kaas Elias bis 2002 Geschichte und Politikwissenschaften an der Technischen Universität Berlin.
Ab 2010 bis 2019 war Kaas Elias als wissenschaftlicher Mitarbeiter des grünen Europaabgeordneten Michael Cramer tätig. 2019 war Kaas Elias wissenschaftlicher Mitarbeiter für des grünen Bundestagsabgeordneten Matthias Gastel sowie Verkehrsreferent der grünen Bundestagsfraktion. Seit 2020 war er Sprecher für klima- und sozialverträgliche Mobilität des Verkehrsclub Deutschland (VCD).

### Politik
Alexander Kaas Elias trat 2001 der Partei Bündnis 90/Die Grünen bei und begann sich im Kreisverband Charlottenburg-Wilmersdorf zu engagieren. Von 2004 bis war 2008 hatte er die Funktion des Sprechers der Europa-AG inne. 2008 rückte er als Mitglied in die Bezirksverordnetenversammlung Charlottenburg-Wilmersdorf nach und war dort unter anderem Sprecher für Mobilität und Soziales seiner Fraktion. Von 2009 bis 2011 gehörte er dem Kreisvorstand des grünen Kreisverbands Charlottenburg-Wilmersdorf an. 2018 wurde er in den Landesparteirat von Bündnis 90/Die Grünen gewählt.

### Wahlen zum Abgeordnetenhaus
2011 kandidierte Kaas Elias erstmals bei den Wahlen für das Berliner Abgeordnetenhaus, sowohl im  Wahlkreis Charlottenburg-Wilmersdorf 6 wie über die Landesliste der Grünen (Platz 56). Er verlor die Wahl jedoch mit 27,5 Prozent gegen die SPD-Kandidatin Franziska Becker (33,1 Prozent) und den CDU-Kandidaten Stefan Evers (29,4 Prozent). Auch sein Platz auf der Landesliste zog nicht.
2016 kandidierte Kaas Elias erneut bei den Wahlen für das Berliner Abgeordnetenhaus, erneut im Wahlkreis Charlottenburg-Wilmersdorf 6 wie über die Landesliste der Grünen (Platz 40). Er verlor die Wahl erneut mit 19,8 Prozent gegen Franziska Becker (SPD, 30,0 Prozent) und Stefan Evers (23,0 Prozent). Auch sein Platz auf der Landesliste zog nicht.
2021 kandidierte er erneut bei Abgeordnetenhauswahl 2021 für ein Direktmandat im Wahlkreis Charlottenburg-Wilmersdorf 6 sowie für den Platz 50 der Landesliste. Nachdem zunächst der SPD-Kandidatin Franziska Becker das Direktmandat (6441 zu 6433, sprich 8 Stimmen Mehrheit; 26,5 Prozent) zugesprochen worden war, wurde nach einer Nachzählung das Ergebnis korrigiert und Kaas Elias gewann das Mandat (6399 zu 6376, sprich 23 Stimmen Mehrheit). Damit zog er ins Abgeordnetenhaus ein. Becker zog dennoch ein, da sie den ersten Listenplatz der SPD-Bezirksliste Charlottenburg-Wilmersdorf innehatte. Nach der Wiederholungswahl 2023 schied er aus dem Parlament aus.